# Chiesa dell'Intercessione della Santissima Madre di Dio (Teslić)
La Chiesa dell'Intercessione della Santissima Madre di Dio è una chiesa in stile neobarocco situata nella località di Rastuša, presso il comune di Teslić, nella Repubblica Serba di Bosnia ed Erzegovina.
Consacrata all'Intercessione della Madre di Dio, è stata costruita tra il 1998 ed il 2010. L'edificio possiede una navata unica di 20 x 13,5 m ed è costruito di piccoli mattoni e cemento armato. Vi sono un campanile, una cupola centrale e tre campane.
La casa parrocchiale, dotata di due piani, è stata costruita dal 1985 al 1991 ed è stata oggetto di restauro nel 2012.